# جرائم صغيرة
جرائم صغيرة (بالتركية: Ufak Tefek Cinayetler) هو مسلسل تركي صدر في 24 أكتوبر 2017 وهو النسخة التركية من مسلسل أكاذيب كبيرة صغيرة مع اختلاف كبير جدًا في محتوى القصة والشخصيات. المسلسل من إنتاج شركة القمر للإنتاج وعرض على قناة ستار تي في، المسلسل يصنف من ضمن نوعية مسلسلات الجريمة البوليسة مع قالب درامي رومانسي، المسلسل من بطولة جوكتشا بهادر وأصليهان جوربوز وتولين اوزان وباده إيشجيل إضافة إلى ميرت فرات ومن إخراج علي بيلجين ودينيز يورولمازرو. حصد المسلسل عدة جوائز في بداية عرضه، وحقق أيضًا نسب مشاهدة عالية.

## قصة المسلسل
تدور قصة المسلسل حول أربع فتيات صديقات (أويا، مروة، بيلين، أرزو) منذ أيام دراستهن للمرحلة الثانوية، ولكن يتفرقن لظروف يتم الإعلان عنها لاحقاً في المسلسل. يعود لم شمل الصديقات الأربعة بعد عودة أويا إلى البلدة التي كانت تعيش فيها قبل انتقالها إلى منطقة أخرى للدراسة، حيث أنها عادت مختلفة نوعاً ما عما كانت عليه، فقد أصبحت طبيبة ذات شأن ومكانة. يجمعن الفتيات الصديقات من جديد مروة وأرزو وبيلين بعد عودة أويا إليهن، ولكن الماضي الذي فرق بينهن في يوم من الأيام يعود من جديد. يتميزن الفتيات بأنهن يملكن قوى خفية لا تعمل إلا إذا اجتمعن معاً. تتوالى أحداث المسلسل في الحلقات الأولى، عند نبش جريمة تم ارتكابها في الماضي من قِبل مفوض قسم الشرطة الذي يدعى (كمال)، ويتضح أن للفتيات الأربع متورطات في هذه الجناية. تبدأ التحريات والتحقيقات في الكشف عن ملابسات الجريمة، ولكن هل سيقمن الصديقات باستخدام قواهن الخفية للتملص من المحاكمة القانونية من جديد كما فعلن بالماضي! أم سيعترفن بها، هذا ما يمكن معرفته عند متابعة حلقات المسلسل.

## الشخصيات والممثلين
| الشخصية       | الممثل             | ملاحظات                                        |
| ------------- | ------------------ | ---------------------------------------------- |
| اويا توكسوز   | جوكتشا بهادر       | دكتورة نساء ناجحة                              |
| مروة اكساك    | اسليهان جوربوز     | رئيسة سارماشاك وزوجة سرهان                     |
| ارزو كارا     | تولين اوزان        | أم لطفلين، زوجة محمد                           |
| بيلين تارهان  | بادة ايشجيل        | الأقرب لمروة، زوجة تايلان                      |
| سرهان اكساك   | مارت فرات          | مدير شركة أموال، زوج مروة                      |
| تايلان تارهان | فريد اكتوج         | رجل مرح، زوج بيلين                             |
| محمد كارا     | يلديراي شاهينلار   | يعمل في السوق المغطى، زوج أرزو                 |
| اديب          | سيليم بايراكتار    | مدرس الفتيات في الثانوية                       |
| بورجو         | دويغو سرشين        | مدربة البيلاتيس                                |
| كمال          | تانسو بشير         | محقق جريمة القتل                               |
| داريا         | هايال كويسوغلو     | مساعدة المحقق كمال                             |
| سمرا          | هوليا بوشيكوغلو    | معلمة الفتيات في الثانوية، شاهدة في التحقيق    |
| ايلهان        | اليجان ايتكين      | مساعد أويا في العمل، شاهد في التحقيق           |
| اسراء         | داريا باسيرلر      | متخصصة العناية بالأظافر، شاهدة في التحقيق      |
| براق          | سيرداش ايكشي       | صديق أويا والبقية من الثانوية، شاهد في التحقيق |
| نيلاي         | اسليهان كابانشاهين | ابنة أرزو ومحمد                                |
| عائشة         | جوميتش أصلان       | صديقة مروة والبقية                             |
| راشال         | ايلين اينغور       | عاملة في بيت سرهان ومروة                       |
| نهال          | دويغو اكدينيز      | موظفة عقارية في سارماشاك                       |
| انور          | يغيت شيلبي         | مساعد سرهان في العمل                           |
| تونج          | شيان ينشي          | مدرس الأطفال في المدرسة                        |

## روابط خارجية
- جرائم صغيرة على موقع IMDb (الإنجليزية)
- جرائم صغيرة على موقع قاعدة بيانات الأفلام العربية
- جرائم صغيرة على موقع كينوبويسك (الروسية)
- جرائم صغيرة على موقع قاعدة بيانات الفيلم (الإنجليزية)